# Île Prince-Charles

Localisation de l'île Prince-Charles

L'île Prince-Charles est une île de l'archipel Arctique située dans le passage du Nord-Ouest, plus précisément dans le bassin de Foxe, à l'ouest de l'île de Baffin. Elle appartient administrativement à la région de Qikiqtaaluk, dans le territoire canadien du Nunavut. Avec sa superficie de 9 521 km2, l'île Prince-Charles est la 79e plus grande île au monde et la 19e au Canada. Malgré sa grande taille, le premier rapport concernant l'île a été réalisé en 1948 par Albert-Ernest Tomkinson pilotant un Avro Lancaster de l'Aviation royale canadienne. Cependant, il est très probable que l'île était connue de la population inuite locale. L'île a été nommée en l'honneur du prince Charles de Galles (l'actuel roi du Royaume-Uni) né la même année. L'île est inhabitée et sa température est extrêmement froide.

## Annexe